# カーリー・フィオリーナ
キャラ・カールトン・"カーリー"・フィオリーナ（Cara Carleton "Carly" Fiorina、1954年9月6日 - ）は、アメリカ合衆国の実業家。ヒューレット・パッカード（HP）元 CEO（1999年 - 2005年）兼会長（2000年 - 2005年）。

## 経歴
テキサス州オースティンにてキャラ・カールトン・スニード（Cara Carleton Sneed）として出生した。父は憲法学者・連邦判事、母は肖像・抽象画家であった。高校時代は父の仕事の都合で転校を繰り返した。高校卒業後スタンフォード大学に入学し、1976年に中世史と哲学の学士を取得した。カリフォルニア大学ロサンゼルス校(UCLA)のロースクールにも入学したが中退している。1980年にメリーランド大学カレッジパーク校のロバート・H・スミス・ビジネススクールでマーケティングの経営学修士号を、1989年にMITスローン経営大学院で理学修士号を取得した。
1980年、AT&Tに管理職訓練生として入社する。昇進を重ね、1995年11月には副社長に就任した。1996年2月にAT&Tからルーセント・テクノロジーズ（現、アルカテル・ルーセント）が分社設立され、1997年10月にルーセント・テクノロジーズのグローバル・サービス・プロバイダ・ビジネス部門の部門長に任命される。
1999年7月、ヒューレット・パッカードのCEOに就任、2000年からは会長も兼任する。CEO就任後の出だしこそ好調であったものの、2002年にコンパックとの合併を主導するも成果を上げられず、その後の業績も悪化の一途を辿り、2005年2月にすべての役職を辞した。極端な人員削減策や、先の見えない戦略等に対して内外から批判が巻き起こるなど、フィオリーナのヒューレット・パッカードでの経営は企業を衰退させる経営の典型例に挙げられるようなものであった。
2005年10月、米サイバートラストの取締役に就任し、2006年4月にTSMCの取締役に就任した。

## 政治活動
フィオリーナが政界との接点を持つきっかけとなったのは、2008年アメリカ合衆国大統領選挙においてジョン・マケイン上院議員の経済顧問を務めたことで、同年の共和党大会で演説も行っている。
翌2009年にはカリフォルニア州から連邦上院選挙への出馬を決意。2010年6月に実施された共和党の党員選挙では、当初は接戦も予想されたものの、フィオリーナは過半数を制し、共和党公認を獲得した。党員選においてはセイラ・ペイリン前アラスカ州知事の支持も獲得している。しかし、11月の本選挙では民主党現職バーバラ・ボクサー候補に敗れた。
2015年5月4日、2016年アメリカ合衆国大統領選挙に共和党から立候補することを表明した。2016年2月11日、自身のFacebook上で大統領選挙からの撤退を発表する。3月10日、同選挙におけるテッド・クルーズ上院議員への支持を表明した。4月27日、クルーズは自身が共和党大統領候補に選出された場合、フィオリーナを副大統領候補とすることを表明。